# 伊苏里亚王朝
伊苏里亚王朝（英文：Isaurian dynasty）是东罗马帝国的一个王朝（717年－802年），又称为叙利亚王朝（英文：Syrian dynasty）。创立者利奥三世起家于小亚细亚伊苏里亚，故名。717年，利奥三世废黜狄奥多西三世，开创伊苏里亚王朝。利奥三世统治期间，在对外方面，击退阿拉伯人对君士坦丁堡的进攻，保持小亚细亚一带的疆域，又通过外交手段，采用筑垒与征伐等措施，削弱了斯拉夫人与保加利亚人对拜占庭帝国的威胁；对内方面，利用人民对教会的不满，实行破坏圣像运动，没收教会和寺院的土地，整饬吏治，制定法典，在全国普遍推行军区制。8世纪末期，军事贵族擅权，王朝转衰。末代君主伊琳娜女皇为宫廷权贵废黜。

约717年的拜占庭帝国及其军区

## 历代皇帝
- 利奥三世 717年 - 741年，生于叙利亚的拜占庭将领，推翻狄奥多西三世夺取皇位。
- 君士坦丁五世 741年，利奥三世之子，被阿尔塔瓦兹德推翻。
- 阿尔塔瓦兹德 741年 - 743年，亚美尼亚军人，利奥三世之女婿，推翻君士坦丁五世，后被打败并废黜。
- 君士坦丁五世 743年 - 775年，复位。
- 利奥四世 775年 - 780年，君士坦丁五世之子。
- 君士坦丁六世 780年 - 790年，利奥四世之子。
  - 伊琳娜女皇 780年 - 790年，利奥四世的妻子，君士坦丁六世之母，与君士坦丁六世共治。
- 君士坦丁六世 790年 - 797年，792年前为唯一皇帝，之后与伊琳娜共治。
  - 伊琳娜女皇 792年 - 797年，与君士坦丁六世共治。
- 伊琳娜女皇 797年 - 802年，唯一女皇帝，被帝都贵族废黜。